# Équipe des îles Turques-et-Caïques de football
Cet article traite de l'équipe masculine. Pour l'équipe féminine, voir Équipe des îles Turques-et-Caïques féminine de football.
Maillots
L’équipe des Îles Turques-et-Caïques de football est une sélection des meilleurs joueurs Turks-et-Caïcos-insulaires sous l'égide de la Fédération des Îles Turques-et-Caïques de football.
L'équipe remporte son premier match international lors de la Digicel Cup 2007, une victoire 2-0 contre les Îles Caïmans.

## Histoire
Engagée à six reprises dans les éliminatoires de la compétition, elle ne s'est jamais qualifiée pour une phase finale de Coupe du monde.

## Classement FIFA
| Année              | 1999 | 2000 | 2001 | 2002 | 2003 | 2004 | 2005 | 2006 | 2007 | 2008 | 2009 | 2010 | 2011 | 2012 | 2013 | 2014 | 2015 | 2016 | 2017 | 2018 | 2019 | 2020 | 2021 | 2022 | 2023 |
| ------------------ | ---- | ---- | ---- | ---- | ---- | ---- | ---- | ---- | ---- | ---- | ---- | ---- | ---- | ---- | ---- | ---- | ---- | ---- | ---- | ---- | ---- | ---- | ---- | ---- | ---- |
| Classement mondial | 196  | 200  | 200  | 202  | 203  | 203  | 203  | 169  | 181  | 168  | 177  | 187  | 200  | 207  | 207  | 177  | 197  | 201  | 202  | 208  | 204  | 203  | 206  | 206  | 203  |

## Palmarès

### Parcours en Coupe du monde
| Année | Position     |      | Année         | Position |               | Année | Position |
| 1930  | Non inscrite | 1974 | Non inscrite  | 2010     | Non qualifiée |       |          |
| 1934  | Non inscrite | 1978 | Non inscrite  | 2014     | Non qualifiée |       |          |
| 1938  | Non inscrite | 1982 | Non inscrite  | 2018     | Non qualifiée |       |          |
| 1950  | Non inscrite | 1986 | Non inscrite  | 2022     | Non qualifiée |       |          |
| 1954  | Non inscrite | 1990 | Non inscrite  | 2026     | Non qualifiée |       |          |
| 1958  | Non inscrite | 1994 | Non inscrite  | 2030     | À venir       |       |          |
| 1962  | Non inscrite | 1998 | Non inscrite  | 2034     | À venir       |       |          |
| 1966  | Non inscrite | 2002 | Non qualifiée |          |               |       |          |
| 1970  | Non inscrite | 2006 | Non qualifiée |          |               |       |          |

### Parcours en Gold Cup
| Année | Position     |      | Année         | Position |               | Année | Position      |  | Année | Position |
| 1963  | Non inscrite | 1989 | Non inscrite  | 2007     | Non qualifiée | 2025  | Non qualifiée |  |       |          |
| 1965  | Non inscrite | 1991 | Non inscrite  | 2009     | Non inscrite  |       |               |  |       |          |
| 1967  | Non inscrite | 1993 | Non inscrite  | 2011     | Non inscrite  |       |               |  |       |          |
| 1969  | Non inscrite | 1996 | Non inscrite  | 2013     | Non inscrite  |       |               |  |       |          |
| 1971  | Non inscrite | 1998 | Non inscrite  | 2015     | Non qualifiée |       |               |  |       |          |
| 1973  | Non inscrite | 2000 | Non qualifiée | 2017     | Non qualifiée |       |               |  |       |          |
| 1977  | Non inscrite | 2002 | Non inscrite  | 2019     | Non qualifiée |       |               |  |       |          |
| 1981  | Non inscrite | 2003 | Non inscrite  | 2021     | Non qualifiée |       |               |  |       |          |
| 1985  | Non inscrite | 2005 | Forfait       | 2023     | Non qualifiée |       |               |  |       |          |

### Parcours en Ligue des nations
| Édition   | Ligue | Phase de groupes | Phase de groupes | Phase de groupes | Phase de groupes | Phase de groupes | Phase de groupes | Phase de groupes | Phase finale | Phase finale | Phase finale | Phase finale | Phase finale | Phase finale | Phase finale | Phase finale |
| Édition   | Ligue | Class.           | M                | V                | N                | D                | BM               | BE               | Pays hôte    | Résultat     | M            | V            | N            | D            | BM           | BE           |
| --------- | ----- | ---------------- | ---------------- | ---------------- | ---------------- | ---------------- | ---------------- | ---------------- | ------------ | ------------ | ------------ | ------------ | ------------ | ------------ | ------------ | ------------ |
| 2019-2020 | C     | 2/3              | 4                | 2                | 0                | 2                | 8                | 17               | 2020         | Inéligible   | Inéligible   | Inéligible   | Inéligible   | Inéligible   | Inéligible   | Inéligible   |
| 2022-2023 | C     | 3/4              | 6                | 3                | 0                | 3                | 10               | 16               | 2023         | Inéligible   | Inéligible   | Inéligible   | Inéligible   | Inéligible   | Inéligible   | Inéligible   |
| 2023-2024 | C     | 3/3              | 4                | 0                | 1                | 3                | 3                | 10               | 2024         | Inéligible   | Inéligible   | Inéligible   | Inéligible   | Inéligible   | Inéligible   | Inéligible   |
| 2024-2025 | C     | 3/3              | 4                | 1                | 0                | 3                | 2                | 100              | 2025         | Inéligible   | Inéligible   | Inéligible   | Inéligible   | Inéligible   | Inéligible   | Inéligible   |
| 2026-2027 | C     | /3               | 0                | 0                | 0                | 0                | 0                | 0                | 2027         | Inéligible   | Inéligible   | Inéligible   | Inéligible   | Inéligible   | Inéligible   | Inéligible   |
| Total     | Total | Total            | 18               | 6                | 1                | 11               | 23               | 53               | Total        | Total        | 0            | 0            | 0            | 0            | 0            | 0            |

## Sélection actuelle

### Appelés récemment
Les joueurs suivants ne font pas partie du dernier groupe appelé mais ont été retenus en équipe nationale lors des 12 derniers mois.
| Pos. | Nom | Date de Naissance | Sél. | Buts | Club (au moment de leur dernière convocation) | Dernier appel |
| ---- | --- | ----------------- | ---- | ---- | --------------------------------------------- | ------------- |

## Joueurs emblématiques
- Billy Forbes
- Gavin Glinton
- Duane Glinton